# 충주 제금당
충주 제금당(忠州 製錦堂)은 충청북도 충주시 성내동에 있는 조선시대의 건축물이다. 1980년 11월 13일 충청북도의 유형문화재 제67호 충주제금당(忠州製錦堂)으로 지정되었으나, 2013년 1월 18일 현재의 문화재 명칭으로 변경되었다.

## 개요
조선 초기 관아건물로, 귀빈들을 맞이하던 영빈관으로도 사용했던 건물이다. 고종 7년(1870) 청녕헌과 함께 불에 타버린 것을 같은 해 충주목사 조병로가 다시 지었다. 그동안 중원군수 집무실로 사용하다가 1983년 원형을 살려 복원하였다.
앞면 7칸·옆면 3칸 규모이며, 지붕은 옆면에서 볼 때 여덟 팔(八)자 모양인 팔작지붕집이다. 지붕 처마를 받치는 공포가 새날개 모양으로 장식된 익공양식으로 지었다. 가운데 2칸은 대청, 오른쪽 2칸과 왼쪽 3칸은 온돌방과 마루방으로 꾸몄다.

## 같이 보기
- 충주 청녕헌

## 참고 자료
- 충주 제금당 - 국가유산청 국가유산포털